# 乔安娜·格利森
乔安娜·格利森（英語：Joanna Gleason，1950年6月2日—），加拿大女演员、歌手。曾获得托尼奖最佳音乐剧女主角。